# Stictotarsus panaminti
Stictotarsus panaminti är en skalbaggsart som först beskrevs av Henry Clinton Fall 1923.  Stictotarsus panaminti ingår i släktet Stictotarsus och familjen dykare. Inga underarter finns listade i Catalogue of Life.